# Эрасса, Аффо
Аффо Омору Эрасса (фр. Affo Omorou Erassa; 19 февраля 1983, Ломе, Того) — тоголезский футболист, полузащитник.
Выступал за национальную сборную Того.

## Биография

### Клубная карьера
Начал профессиональную карьеру на родине в 2000 году в клубе «Мерлан» из столице Того Ломе. В составе команды выступал на протяжении четырёх лет и по известным данным провёл 50 матчей. Летом 2004 года перешёл во французский «Клермон», который выступал в Лиге 2. В составе команды провёл 4 матча. Спустя год перешёл в «Мулен» из одноимённого города. Клуб выступал в Лиге 3, Эрасса сыграл в 10 играх.
Летом 2006 года перешёл в «Агд», который играл в любительском чемпионате Франции. В составе команды провёл 17 матчей и забил 1 гол. Позже играл за любительский испанский клуб «Малака» и французский «Феньи» из одноимённого города. Зимой 2008 года стал игроком «Монтаржи» и сыграл в 13 играх и забил 4 мяча. Затем он выступал за клубы «Бельфор-Сюд» и «Везуль».

### Карьера в сборной
В национальной сборной Того дебютировал в 2002 году. В конце мая 2006 года главный тренер сборной Отто Пфистер вызвал Эрасса на чемпионат мира 2006 в Германии, который стал первым мундиалем для Того в истории. Аффо Эрасса был заявлен под 20 номером. В групповом раунде Того заняло последнее 4 место, уступив Республике Корея, Франции и Швейцарии. На турнире Аффо остался на скамейке запасных и ни провёл ни одного матча.
Всего за сборную Того он провёл 18 матчей и забил 1 гол.